# Ngọc Sơn, Quỳnh Lưu
Ngọc Sơn là một xã thuộc huyện Quỳnh Lưu, tỉnh Nghệ An, Việt Nam.

## Địa lý
Xã Ngọc Sơn cách trung tâm huyện 7 km về phía tây, có vị trí địa lý: 
- Phía đông giáp xã Quỳnh Mỹ và xã Quỳnh Hoa
- Phía tây giáp xã Quỳnh Lâm
- Phía bắc giáp xã Quỳnh Tân
- Phía nam giáp huyện Diễn Châu.

Xã Ngọc Sơn có diện tích 28,76 km², dân số năm 1999 là 7.538 người, mật độ dân số đạt 262 người/km².
Trên địa bàn xã có Quốc lộ 48B đi qua.

## Hành chính
Xã Ngọc Sơn được chia thành 11 thôn đánh số từ 1 đến 11.